# Gina Stechert
Gina Stechert (Oberstdorf; 20. studenog 1987.) je njemačka alpska skijašica. Nastupa u disciplinama spust, superveleslalom i kombinacija. Na olimpijskim igrama u Vancouveru osvojila je 10. mjesto u spustu i 15. u superveleslalomu.

## Svjetski kup
U Svjetskome skijaškome kupu Gina nastupa od 21. prosinca 2004. godine, trenutno ima jednu pobjedu u spustu, što joj je i jedino pobjedničko postolje.

### Pobjede u svjetskome kupu
| Datum             | Mjesto   | Država  | Disciplina |
| ----------------- | -------- | ------- | ---------- |
| 21. veljače 2009. | Tarvisio | Italija | spust      |

## Vanjske poveznice
- Statistike FIS-a  Arhivirana inačica izvorne stranice od 8. svibnja 2007. (Wayback Machine)
- Podaci o Gini Stechert  Arhivirana inačica izvorne stranice od 6. siječnja 2010. (Wayback Machine)